# Bensonville
Bensonville es la capital del condado de Montserrado, en Liberia.

## Datos básicos
- Con una población estimada en el censo de 2008 de 1.144.806 habitantes, se trata del mayor centro habitado de Liberia.
- Monrovia, la capital del país también se encuentra en este condado, a 35 km de Bensonville.[1]

## Importancia económica
Se trata de un importante centro comercial para el área circundante, de carácter agrario.
Antes de la Primera guerra civil liberiana, la actividad industrial de la ciudad se dedicaba a la producción de arroz, madera, jabón, plástico, pintura, bloques de cemento, pescado procesado y confecciones, entre otros

## Historia
Fue lugar de nacimiento de William R. Tolbert, Jr., vigésimo presidente de Liberia hasta su asesinato en 1980. Tolbert había planeado hacer de Bensonville la nueva capital del país